# Оно-Сан-П'єтро
Оно-Сан-П'єтро (італ. Ono San Pietro) — муніципалітет в Італії, у регіоні Ломбардія, провінція Брешія.
Оно-Сан-П'єтро розташоване на відстані близько 490 км на північ від Рима, 110 км на північний схід від Мілана, 60 км на північ від Брешії.

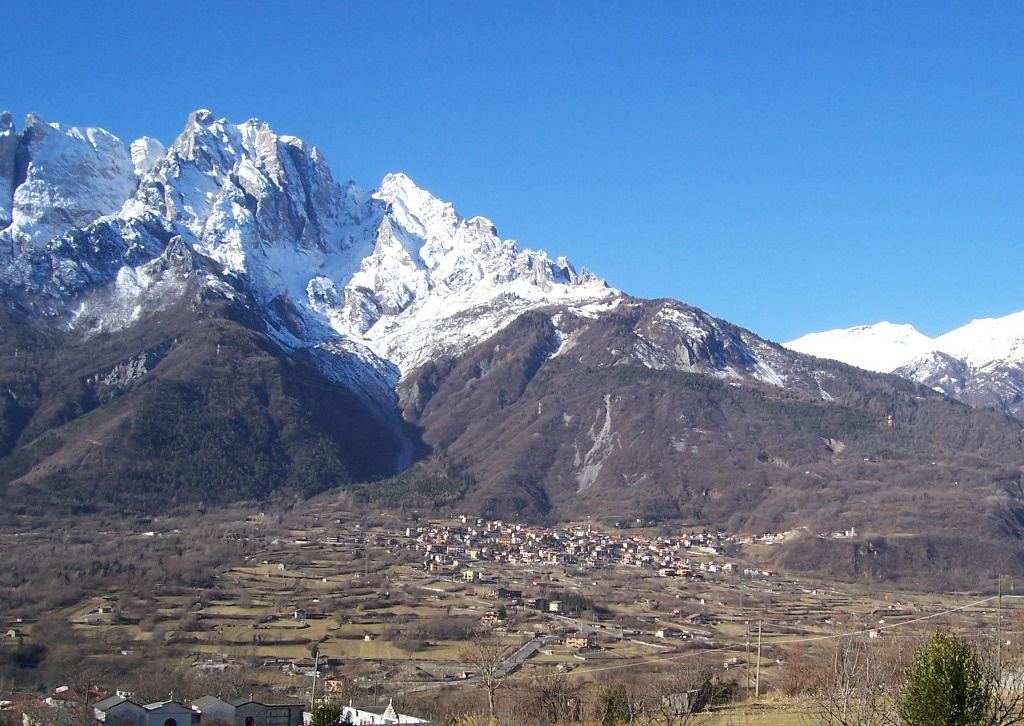

Населення — 997 осіб (2014).
Покровитель — святий Алессандро.

## Демографія
Населення за роками:

Станом на 1 січня 2023 року в муніципалітеті офіційно проживали 32 іноземці з 12 країн, серед них 18 громадян країн Євросоюзу та 2 громадяни України.

## Сусідні муніципалітети
- Капо-ді-Понте
- Червено
- Чето
- Паїско-Ловено